# Munda-Sprachen

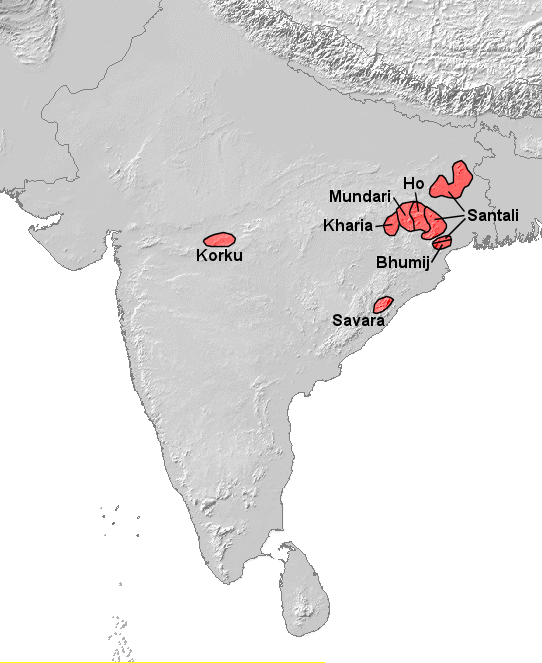
Verbreitungsgebiet der wichtigsten Munda-Sprachen

Die Munda-Sprachen sind ein in Südasien verbreiteter Zweig der austroasiatischen Sprachfamilie. Neben den südostasiatischen Mon-Khmer-Sprachen bilden sie den zweiten Hauptzweig der austroasiatischen Sprachen. 
Die 19 Munda-Sprachen werden von insgesamt etwa 10 Millionen Menschen hauptsächlich in Indien, daneben in Bangladesch gesprochen. Die meistgesprochene Munda-Sprache ist Santali mit ca. 6 Millionen Sprechern. Sie ist auch die einzige Munda-Sprache, die als eine der 22 Nationalsprachen Indiens anerkannt ist. Die Sprecher der Munda-Sprachen gehören der illiteraten Adivasi-Stammesbevölkerung an, daher sind die Sprachen weitgehend schriftlos und haben keine Literaturtradition. Namensgebend für diese Sprachfamilie war das Volk der Munda.

## Klassifikation
NORD-MUNDA
- Korku
  - Korku (500.000 Sprecher)
- Kherwari
  - Santali
    - Santali (sechs Millionen Sprecher)

  - Mundari
    - Mundari (zwei Millionen Sprecher)
    - Ho (eine Million Sprecher)
    - Korwa (70.000 Sprecher)
    - Asuri (6.000 Sprecher)
    - Birhor (10.000 Sprecher)
    - Agariya (55.000 Sprecher)
    - Bijori (2.000 Sprecher)
    - Korku oder Koraku

SÜD-MUNDA
- Kharia-Juang
  - Kharia (280.000 Sprecher)
  - Juang (Patua) (40.000 Sprecher)
- Koraput
  - Sora
    - Sora (Savara) (300.000 Sprecher)
    - Lodhi (75.000 Sprecher)
    - Parenga (Gorum) (5.000 Sprecher)
    - Juray

  - Gata
    - Gata' (Geta') (3.000 Sprecher)

  - Gutob
    - Gadaba (Gutob) (30.000 Sprecher)
    - Bondo (Remo) (8.000 Sprecher)